# Undopterix
Undopterix sukatshevae
Genre
Espèce
Undopterix est un genre fossile d'insectes lépidoptères, de la famille fossile des Eolepidopterigidae. Ce genre a deux espèces Undopterix sukatshevae et Undopterix caririensis.

## Classification
Le genre Undopterix est décrit en 1979 par l'entomologiste polonais Andrzej Władysław Skalski (d) (1938-1996),.

### Fossiles
Selon Paleobiology Database en 2023, le nombre de collections référencées est de deux :
- une collection du Crétacé du Brésil avec l'espèce Undopterix cariensis ;
- une collection du Jurassique de Russie avec l'espèce Undopterix sukatshevae[2].

Ceci atteste la présence du genre Undopterix du Tithonien du Jurassique supérieur à l'Aptien supérieur du Crétacé inférieur, soit encore des 152,1 à 112,03 Ma avant notre ère.

### Liste d'espèces
Selon Paleobiology Database en 2023, le nombre d'espèces référencées est de deux :
- †Undopterix caririensis Martins-Neto (d) & Vulcano (d), 1989
- †Undopterix sukatshevae Skalski (d), 1979

### Famille
Undopterix a été initialement classé dans les Micropterigidae, mais a ensuite été transféré dans la famille des Eolepidopterigidae. Il a été désigné comme genre-type de la nouvelle famille des Undopterigidae par Kozlov en 1988, mais cela est contesté.

### Publication originale
- [1979] (en) A. W. Skalski, « A new member of the family Micropterigidae (Lepidoptera) from the Lower Cretaceous of Transbaikalia », Paleontological Journal, vol. 13,‎ 1979, p. 206-214.